# Station Olsztynek
Station Olsztynek is een spoorwegstation in de Poolse plaats Olsztynek.